# Compagnia spaziale svedese
La Compagnia Spaziale Svedese (in lingua originale: Svenska rymdaktiebolaget) nota anche come SSC, sigla di Swedish Space Corporation, è un'azienda statale svedese con sede a Solna, che ha come obiettivo la realizzazione del programma spaziale del Paese in collaborazione con l'Agenzia spaziale svedese. Si occupa di tecnologia spaziale, telerilevamento e telecomunicazioni satellitari, collaborando a programmi e progetti con organizzazioni spaziali, aziende ed enti di ricerca che si occupano di attività spaziali. Collabora con l'Agenzia spaziale europea (ESA), ricevendo  tramite le proprie stazioni i dati trasmessi dai satelliti dell'ESA.
SSC cura lanci di razzi-sonda e palloni sonda per studi dell'alta atmosfera e fornisce servizi di consulenza per operatori satellitari. È responsabile della gestione del Centro di lancio di razzi di Esrange, situato a 45 km a est della città di Kiruna, nel nord della Svezia.

## Storia
La Compagnia Spaziale Svedese è stata fondata nel 1972 dal governo svedese come organo esecutivo per la realizzazione dei programmi elaborati dalla Delegazione statale per le operazioni spaziali, successivamente denominata Agenzia spaziale svedese. Subito dopo la fondazione, la compagnia ha acquisito la proprietà e la gestione del sito di lancio di Esrange, precedentemente gestito dall'European Space Research Organization. La Compagnia si è occupata della progettazione e dello sviluppo di diversi satelliti scientifici svedesi tra cui il Viking, primo satellite artificiale realizzato dalla Svezia e lanciato nel 1986 con un razzo Ariane 1. Dopo il 2000 la Compagnia si è espansa e oggi possiede stazioni satellitari anche in Paesi esteri quali gli Stati Uniti d'America, il Canada, il Cile, la Thailandia e l'Australia.